# William Allen Castleman
William Allen Castleman est un compositeur, producteur et réalisateur américaine né en 1922 et mort le 5 février 2006.

## Filmographie

### comme compositeur
- 1965 : Les Provocateurs (The Defilers)
- 1966 : The Devil's Mistress
- 1967 : She Freak (en)
- 1967 : Ski on the Wild Side
- 1968 : The Lustful Turk
- 1968 : The Acid Eaters
- 1968 : Les Feux de la honte (Brand of Shame)
- 1968 : Space-Thing
- 1969 : Thar She Blows!
- 1970 : Le Livre érotique de la jungle (en) (Trader Hornee)
- 1972 : The Big Bird Cage
- 1972 : La Vie intime du Dr. Jekyll (The Adult Version of Jekyll & Hide)
- 1974 : The Wrestler
- 1974 : The Swinging Cheerleaders

### comme producteur
- 1969 : Starlet!
- 1970 : Le Livre érotique de la jungle (en) (Trader Hornee)
- 1972 : Les Chevauchées amoureuses de Zorro (The Erotic Adventures of Zorro) (+ réalisateur)
- 1973 : Bummer (+ réalisateur)
- 1975 : Johnny Firecloud (+ réalisateur)
- 1977 : Seven Into Snowy